# هوبير جيرهارد
هوبير جيرهارد هو نحات هولندي، ولد في 1550 في سيرتوخيمبوس في هولندا، وتوفي في 1618 في ميونخ في ألمانيا.